# 海宁市图书馆
海宁市图书馆（简称海图，又称海宁图书馆，前称海宁县图书馆）是中华人民共和国浙江省嘉兴海宁市的一座公共图书馆，隶属于海宁市文化和广电旅游体育局，是文化和旅游部评定的国家一级图书馆。主馆馆舍位于学林街60至62号，在其他各乡镇均设有分馆。截止2018年8月，海宁市图书馆馆藏总量达170万册。
该馆历史可追溯到清朝成立的“海寧州圖書館”，这是中国最早的县级公共图书馆。经过五十年的变革后，海宁县图书馆于1956年6月30日正式成立。1987年2月海宁撤县设市后，图书馆一同改名。该馆的老馆舍于1987年5月竣工，10月开馆；现有馆舍于2015年投入使用，总投资1.35亿元人民币，建筑面积19900平方米。海宁市图书馆是文化部、文化和旅游部评定的全国文明图书馆、“2014年最美基层图书馆”。

## 历史

### 清代前身和民国起步
海宁市图书馆的历史可追溯到清光绪三十年（1904年）成立的海寧州圖書館，该馆是中国最早的县级公共图书馆，在图书馆的历史上具有重要意义。当时本邑的士绅祝鼎、周承德等八人联名呈请，旧历四月该馆被批准设立。馆址设在州城盐官海神庙西偏屋水仙阁，制订了44条章程，规定了宗旨、经费及借阅规则等。经费中部分由米捐庙疏提成拨充，部分则来自于私人捐助。其后，各发起人因求学或工作等原因相继离开海宁，无人过问馆务，邑人朱宝瑨便将书籍移置到大东门马公祠门口一楼屋中。
民国四年（1915年），在原来的海宁州图书馆和舊學宮（孔庙及儒學署）、安澜书院的基础上，海宁县公立图书馆（又称海宁县立图书馆）正式成立，县公署委任留日学生朱宗莱为馆长。经费是年拨公款200元。后设立金石保存处，又于1918年增设通俗图书部，藏政治、文艺、科技等书籍。民国十九年（1930年），海宁县民众教育馆亦成立，并入海宁县公立图书馆设立图书部。1931年8月到9月及1932年8月，又在硖石、袁花、长安、斜桥四镇分别设立第二、第三、第四、第五区立民众教育馆图书馆。1931年11月，复置海宁县公立图书馆，时任海宁县民众教育馆馆长宓福云兼任馆长。民国二十六年（1937年），日军占领海宁，县立图书馆解体。

### 当代复兴和发展

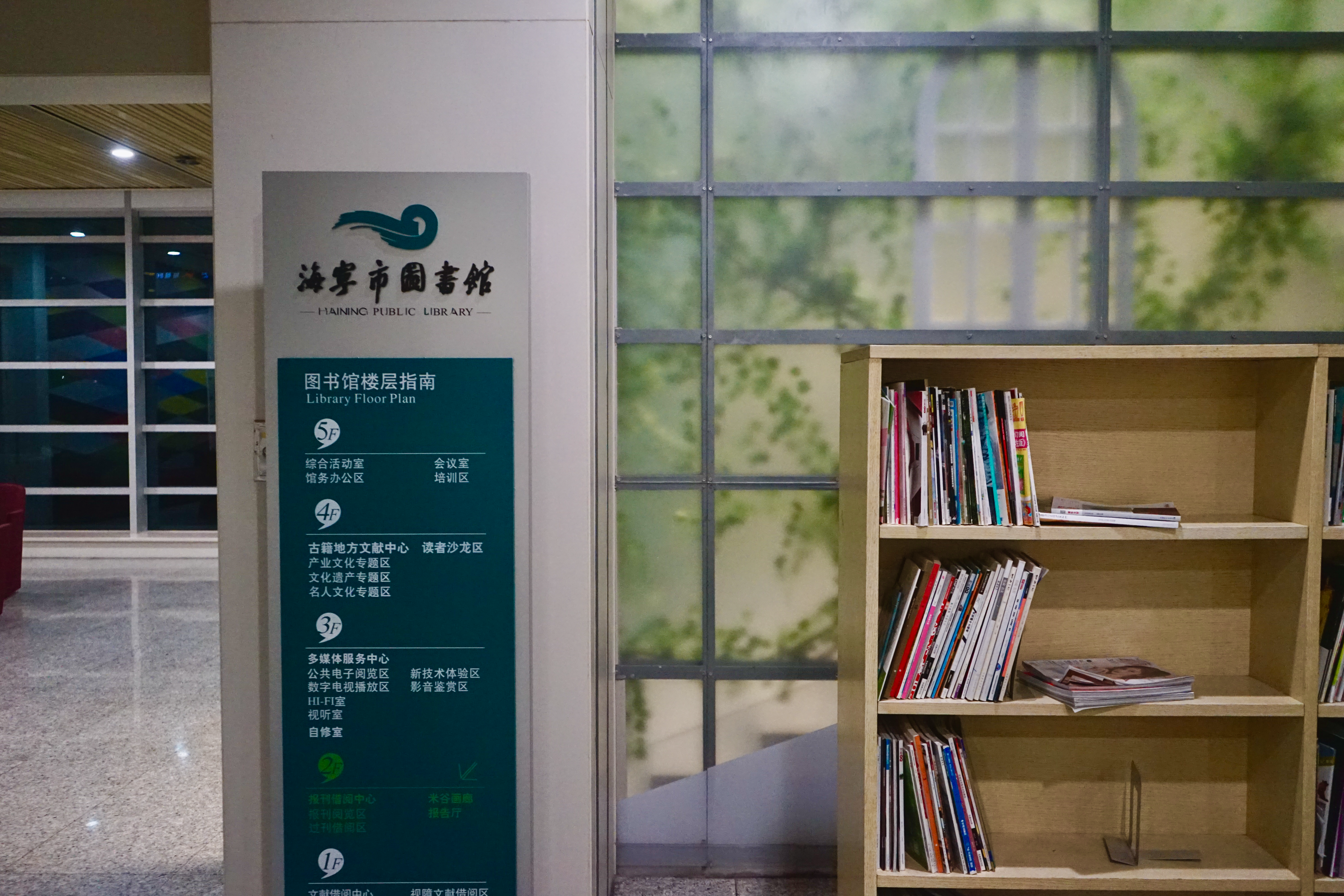
海宁市图书馆楼层指示图

1947年，海宁县民众教育馆在硖石重新成立，设书报阅览室。1949年5月解放军进入海宁后，12月，海宁县青年俱乐部成立，亦设有书报阅览室；次年3月即撤销，同时成立海宁县人民文化馆，内设书报阅览室。1953年2月，海宁县人民文化馆更名为海宁县文化馆。1956年5月9日，海宁县人民委员会召开团委、工会、工商联等11个单位的联席会议，决议建立海宁县图书馆筹备委员会，筹建海宁县图书馆，并发起赠书活动。一个多月后的6月30日晚，海宁县图书馆正式成立并开馆，馆址在硖石中宁小街，首任馆长由时任海宁县文化馆馆长翁公友兼任。次年1月开辟儿童阅览室。1958年4月，海宁县图书馆并入海宁县文化馆，但对外保留名称，实行一个机构两块牌子。同月22日硖石镇（民办）图书馆成立，10月改名为硖石人民公社图书馆，附设于海宁县图书馆内，1961年并入图书馆。
1958年11月，随着海盐县的并入，海盐县图书馆一度并入海宁县图书馆，前者于1961年又因海盐县复置而重新设立。1962年和1963年，海宁县图书馆馆舍先迁至南寺街广播站大楼底层（古书库仍设于原址），后迁到西山麓惠力寺内。1966年，受文革影响，借阅工作一度停止，但阅览室仍开放。次年因海宁县革命造反总部治安大队占据惠力寺，海宁县图书馆阅览室迁到硖西街，1968年迁回中宁小街。次年10月同其他单位一样，一度改名为海宁县毛泽东思想宣传站。1970年冬天，馆舍迁回惠力寺大殿。次年1月27日重新开放外借处，共办理借书证1000张。1974年，惠力寺后的新馆舍“进新楼”建成。
1982年10月28日，海宁县计经委与海宁县财办同意县图书馆建一个200平方米的的书库，预计投资2万元，但最终未实施。1984年5月14日，海宁县计经委同意在中宁小街建造书库和阅览室。建筑总面积933平方米，预计总投资9.79万元，结果也未实施。同年10月22日，县图书馆重新获得单独建制，次月敞开发放借书证。1985年1月2日，海宁县政协委员张敬夫、陈伯良提出在中宁小街建造图书馆有诸多不足，建议另择新址。是年3月12日，海宁县人民政府召开会议，拟定新馆征地7亩，预留3亩，建筑馆舍3000平方米。6月6日，县计经委同意另择新址建造新馆舍，投资70万元。同年10月，图书馆工程设计方案由海宁市丰士建筑公司实施并正式开工。12月25日正式破土动工，之后又一度因基础工程论证而中止。
1987年2月，海宁撤县设市，海宁县图书馆更名为海宁市图书馆。次年5月18日，新馆工程竣工并交付使用，在海宁市政府招待所举行了竣工典礼。五天后到的23日进入到了整理搬迁环节。同年8月20日，个人外借处、报刊阅览室和参考阅览室率先试开放。10月8日上午九时，位于硖石镇（现硖石街道）海马路的新馆开馆典礼举行，标志着新馆的开始使用和旧馆的停用。该馆总投资155万元，建筑面积3229平方米，主体为四层楼，书库中增设夹层，附属建筑为二层楼，馆舍四周林木错杂，占地八亩，由全国人大常委会副委员长周谷城和著名书法家沙孟海题写馆名。。1989年3月23日，市图书馆读者服务部开张。5月23日，改善了新馆舍所在区域的照明条件，市图书馆夜间重新继续开放。1991年6月，海宁市图书馆的老馆舍建筑被浙江省文化厅推荐为“全国优秀文化设施建筑”。1992年8月28日，图书馆快借书厅正式开放。1994年12月21日，首次被文化部评为全国文明图书馆和国家一级图书馆，之后一直保持这一称号。1995年5月，海宁市图书馆工作者协会成立。1999年6月开始实行全员聘用制。7月，外借部开始实行无馆休日服务。

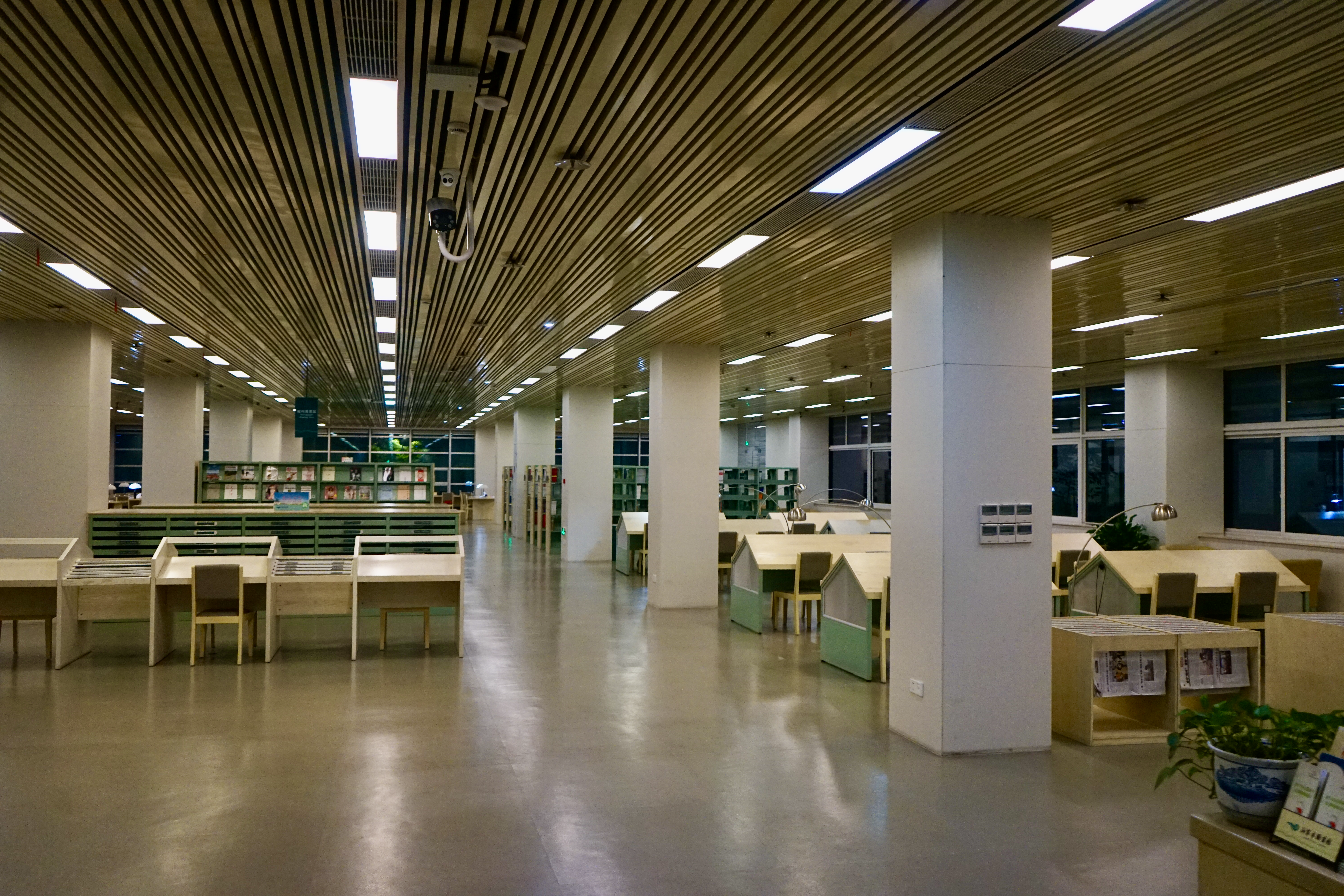
馆内二楼的阅览室。

进入新世纪，2001年4月，图书馆外借部书库开始实行全开架服务。2003年8月底开始，市图书馆门面及大厅重新装修。2004年5月18日上午，馆内举行百年诞辰庆典仪式。2009年左右，因原有馆舍不能满足日常使用需要，该馆计划新建馆舍，一开始计划的项目总投资约8760万元，该建设项目亦被纳入海宁市“十一·五”规划。9月，中国美术学院风景建筑设计研究院总建筑师王伟收到来自海图的设计招标邀请。他从杭州来到海宁采风两个月后完成设计稿，并于2010年2月正式拿下设计权。但中标的设计稿造型略显夸张，施工难度较大，因此王伟主动推翻先前的设计方案，重新拿出了10份不同的设计方案供选择。2011年，工程进入施工图设计编制阶段。2012年3月16日，海宁市图书馆新馆和查济民纪念馆工程正式开工。2014年10月，在文化部主办的2014年中国图书馆年会上，海宁市图书馆获得“2014年最美基层图书馆”称号，全国共有十家图书馆获得该称号。2015年元旦，位于学林街62号的新馆正式对外开放，新馆建筑面积达19900平方米。2015年3月，共青团海宁市委员会联合海宁市图书馆，成立了首支阅读志愿特色服务队，用以号召读者到图书馆参与志愿活动。2015年12月，海宁市图书馆理事会成立，这是海宁市首个公共文化机构理事会，海宁市图书馆也因此成为嘉兴市内首个成立理事会的图书馆。2018年，海图第六次被评为“国家一级图书馆”。

## 馆舍

### 主馆舍和服务窗口
海宁市图书馆馆舍位于学林街60至62号，即文宗路以东、学林街以北，建筑面积19900平方米（含地下室），总投资1.35亿。设计图书容量达80万册，内有1000多个座位，馆内功能布局智能化，并实行开架式借阅。

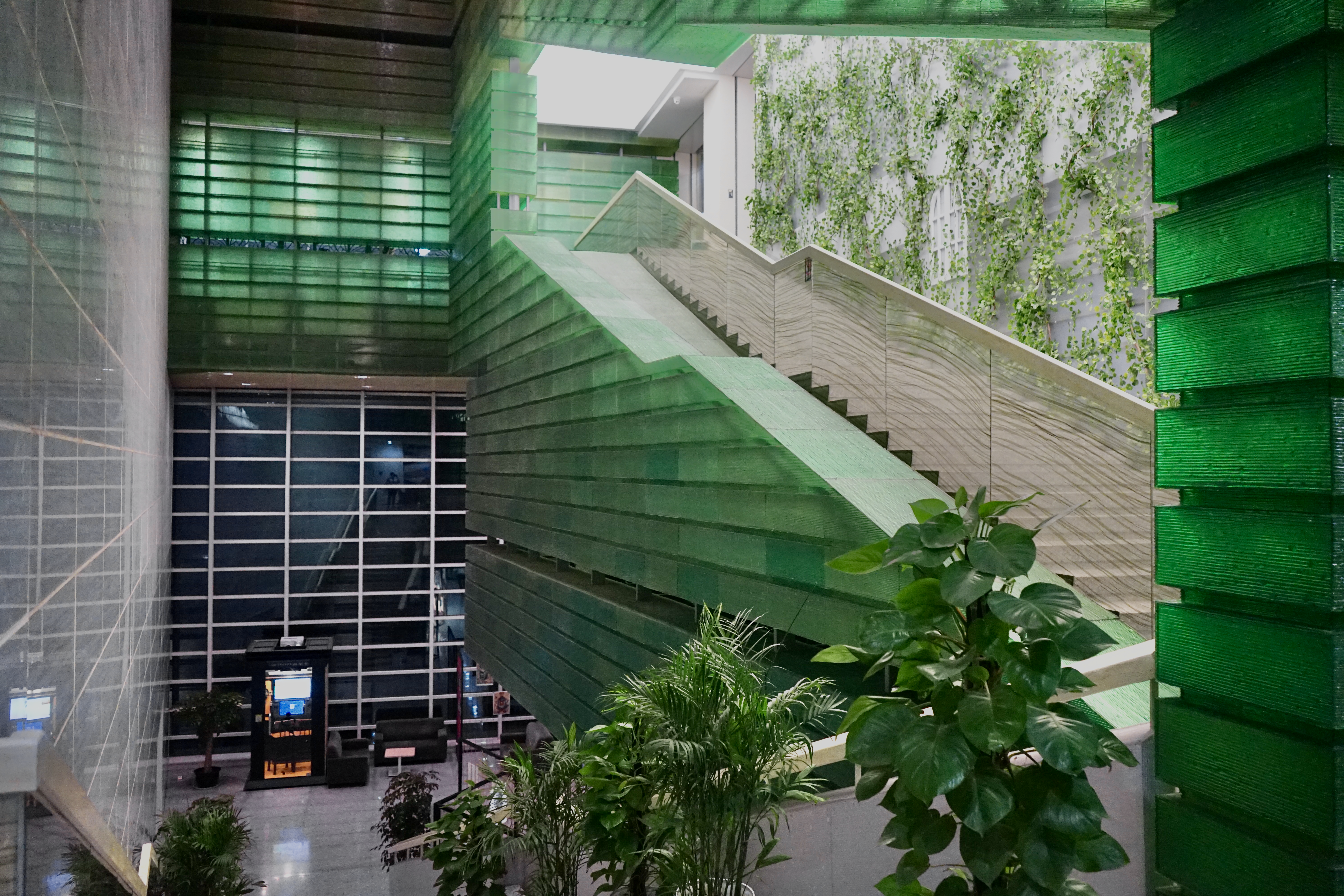
馆舍内的楼梯，墙上布有绿植，左下角是一个“朗读亭”

新馆由中国美术学院风景建筑设计研究院总建筑师王伟设计，以“海宁文化之基石”为主题和设计理念，主张“以人为本”和“开放”。馆舍沿东西方向呈不规则的长条形，外观像两本横放着的大书，在设计上追求实用性、舒适性、美观性、功能性，给人以“人情味”，带来“文化气息”。馆内四周布有绿化，东侧设植物观赏区，植物成片种植。内部采用大空间设计格局大厅宽敞，整体色调干净，凸显出静谧、柔和。楼梯上和墙上有各种绿植。采用节能玻璃，并做减振消声处理，在外部，南侧大门有一个水池，池底铺设有深色卵石，水与建筑相映，反映出江南水乡的韵味，亦具有现代感。
馆内设文献借阅中心、视障文献借阅区、少儿文献借阅区、亲子阅览室、报刊借阅中心、古籍地方文献中心、多媒体服务中心、自修区等服务窗口。文献借阅中心是主要服务窗口，提供文献借阅服务。视障文献借阅区开设于2007年5月，服务对象是视障读者，为他们免费提供电子阅览、有声读物、盲文图书等资源。少儿文献借阅区和亲子阅览区主要面向未成年读者及其家长，除了为未成年读者提供文献借阅服务以外，还提供玩具、绘本等亲子读物及上网服务，开设有数字创意工坊。报刊借阅中心提供报刊借阅服务。古籍地方文献中心提供古籍和地方文献，可以查询和阅览，开架图书可自由取阅，但不能外借。多媒体服务中心提供电子阅览、数字电视、影音观赏、3D影片、新技术体验等服务，但主要面向成年读者开设，部分区域限制14岁以下读者进入。自修区为读者提供了一个学习的场所。馆内还设有“休闲吧”出售咖啡等。
| 楼层 | 楼层 | 窗口             | 免费开放时间                           | 免费开放时间                           | 免费开放时间                          |
| 楼层 | 楼层 | 窗口             | 1-3月、11-12月                         | 4-6月、10月                            | 7-9月                                 |
| ---- | ---- | ---------------- | -------------------------------------- | -------------------------------------- | ------------------------------------- |
| 五层 | 五层 | 综合活动室       | 不適用                                 | 不適用                                 | 不適用                                |
| 五层 | 五层 | 馆务办公室       | 不適用                                 | 不適用                                 | 不適用                                |
| 五层 | 五层 | 培训区           | 不適用                                 | 不適用                                 | 不適用                                |
| 四层 | 四层 | 读者沙龙区       | 不適用                                 | 不適用                                 | 不適用                                |
| 四层 | 四层 | 古籍地方文献中心 | 8:30-11:30 13:30-17:00                 | 8:30-11:30 14:00-17:30                 | 8:30-11:30 14:30-17:30                |
| 三层 | 三层 | 多媒体服务中心   | 周一 8:30-17:00 周二至周日 8:30-20:30  | 周一 8:30-17:30 周二至周日 8:30-20:30  | 周一 8:30-17:30 周二至周日 8:30-20:30 |
| 三层 | 三层 | 自修室           | 周一 8:30-17:00 周二至周日 8:30-20:30  | 周一 8:30-17:30 周二至周日 8:30-20:30  | 周一 8:30-17:30 周二至周日 8:30-20:30 |
| 二层 | 西侧 | 报刊借阅中心     | 周一 8:30-17:00 周二至周日 8:30-20:30  | 周一 8:30-17:30 周二至周日 8:30-20:30  | 周一 8:30-17:30 周二至周日 8:30-20:30 |
| 二层 | 东侧 | 米谷画廊         | 周二至周日 8:30-11:30 13:30-17:00      | 周二至周日 8:30-11:30 14:00-17:30      | 周二至周日 8:30-11:30 14:30-17:30     |
| 一层 | 西侧 | 服务总台         | 周一 8:30-17:00 周二至周日 8:30-20:30  | 周一 8:30-17:30 周二至周日 8:30-20:30  | 周一 8:30-17:30 周二至周日 8:30-20:30 |
| 一层 | 西侧 | 文献借阅中心     | 周一 8:30-17:00 周二至周日 8:30-20:30  | 周一 8:30-17:30 周二至周日 8:30-20:30  | 周一 8:30-17:30 周二至周日 8:30-20:30 |
| 一层 | 西侧 | 视障文献借阅区   | 8:30-11:30 13:30-17:00                 | 8:30-11:30 14:00-17:30                 | 8:30-11:30 14:30-17:30                |
| 一层 | 东侧 | 24小时自助借还区 | 全天开放                               | 全天开放                               | 全天开放                              |
| 一层 | 东侧 | 少儿文献借阅区   | 周一 13:30-17:00 周二至周日 8:30-20:30 | 周一 14:00-17:30 周二至周日 8:30-20:30 | 周一 8:30-17:30 周二至周日 8:30-20:30 |
| 一层 | 东侧 | 亲子阅读区       | 周一 13:30-17:00 周二至周日 8:30-20:30 | 周一 14:00-17:30 周二至周日 8:30-20:30 | 周一 8:30-17:30 周二至周日 8:30-20:30 |
| 一层 | 东侧 | 休闲吧           | 周一 8:30-17:00 周二至周日 8:30-20:30  | 周一 8:30-17:30 周二至周日 8:30-20:30  | 周一 8:30-17:30 周二至周日 8:30-20:30 |
| 一层 | 东侧 | 查济民纪念馆     | 周二至周日 8:30-11:30 13:30-17:00      | 周二至周日 8:30-11:30 14:00-17:30      | 周二至周日 8:30-11:30 14:30-17:30     |

### 配套设施
1989年5月3日，海宁市计经委同意在市图书馆西侧建造“米谷画廊”，市财政拨款18万元。1991年11月18日完工。该画廊的行政管理隶属于图书馆，之后该画廊持续展出米谷作品和其他艺术作品。画廊建筑面积303平方米，底层为环形展厅，二楼为接待室等设施。1991年9月20日，市计经委许可市图书馆建造职工宿舍，共16套，面积达960平方米。1993年7月18日，设于市图书馆三楼的文化沙龙开业。馆内还开设有外国语培训中心。2006年1月18日，海宁市图书馆流通书库设立。而查济民纪念馆则和海图新馆一同开工和完工。查济民纪念馆、米谷画廊常年免费对外开放。

### 分馆概况
海宁市图书馆自2008年起开展“构建海宁市城乡一体化公共图书馆服务体系工作”，并在此过程中采用多种方式，加强对乡镇地方文献的推广。2010年实现乡镇分馆全覆盖，2012年开始加强村级分馆建设，2015年开始探索打造书香驿站、自助书香驿站等新型阅读空间截止2018年8月，海宁市拥有11个乡镇图书馆分馆，覆盖海宁市所有乡镇；3个专题馆、3个企业分馆、8个村级分馆、13个“书香驿站”、5个“24小时自助书香驿站”。截至2016年9月，海宁市内已有179个农家书屋。
下表列出了11家乡镇分馆的信息，其中面积单位为平方米，藏书量单位为本，电话区号为+86 (0)573。尖山分馆开放时间是周二、周四、周日的9:00至16:00，其他分馆的开放时间是每天9:00到20:00。
| 名称       | 建立时间                           | 面积 | 藏书量 | 地址                                            | 下设流通点 | 电话     |
| ---------- | ---------------------------------- | ---- | ------ | ----------------------------------------------- | --- | -------- |
| 盐官分馆   | 2008年12月18日                     | 500  | 20000  | 盐官镇文化活动中心二楼（东西大道北侧）          | 点击展开 桃园村、祝会村、郭店社区、裕豪箱包 | 87683988 |
| 斜桥分馆   | 2008年12月28日                     | 500  | 27000  | 斜桥镇斜川路56号                                | 点击展开 万星村、庆云村、仲乐村、长海公司、祝场小学、祝场村、路仲村、光明村、乐农村、华丰村、斜桥村、斜西村、黄墩村、新农村、三联村、祝东村、金石村、永合村、斜桥派出所、斜桥党群服务中心、洛溪社区、海宁开关厂 | 87714579 |
| 海昌分馆   | 2010年11月30日                     | 580  | 20000  | 海昌街道由拳路洛隆路口，金三角农贸市场2楼       | 点击展开 武警中队、瑞星皮革 | 87280297 |
| 硖石分馆   | 2010年8月20日                      | 500  | 20000  | 硖石街道海州东路市委党校东侧，硖石文化教育中心  | 点击展开 培智学校、石路中心小学、消防中队、老年公寓 | 87280297 |
| 周王庙分馆 | 2009年11月18日                     | 500  | 20000  | 周王庙镇革兴路1号2楼                            | 点击展开 博儒桥村、胡斗村、陈桥村 | 87539283 |
| 长安分馆   | 2010年12月17日                     | 1400 | 26000  | 长安镇文教中心三楼，开元路与仰山路交叉口        | 无 | 87478190 |
| 许村分馆   | 2010年11月12日 2013年5月搬迁到现址 | 600  | 28000  | 许村镇人民大道许村镇政府旁（许村镇文教中心2楼） | 无 | 87516696 |
| 丁桥分馆   | 2010年12月22日                     | 720  | 20000  | 丁桥镇广场路126号（丁桥镇人民政府北侧）         | 点击展开 丁桥海潮、丁桥诸桥 | 87662382 |
| 马桥分馆   | 2010年1月20日                      | 640  | 20000  | 马桥街道北段先锋村文化活动中心3楼               | 点击展开 洁华、和谐新村、新塘村、马桥街道图书室 | 87662382 |
| 袁花分馆   | 2010年12月28日                     | 500  | 17000  | 袁花镇文化活动中心2楼                           | 点击展开 袁花夹山 | 87865993 |
| 尖山分馆   | 2010年12月28日                     | 1000 | 20000  | 尖山新区（黄湾镇）文化中心1楼                   | 无 | 无       |

除了开设分馆以外，2016年5月，海图开设了一个“汽车图书馆”，名叫“阅路”。在长约10米的大巴车上设置两排书架，装2000册以上的图书和100多种期刊，并保留了一定的阅读空间，配阅览桌、阅览椅、收纳凳和车载空调等设施。运行方面，设计了8条线路、15个服务点，实行定点定时定向的“公交化”运行机制。

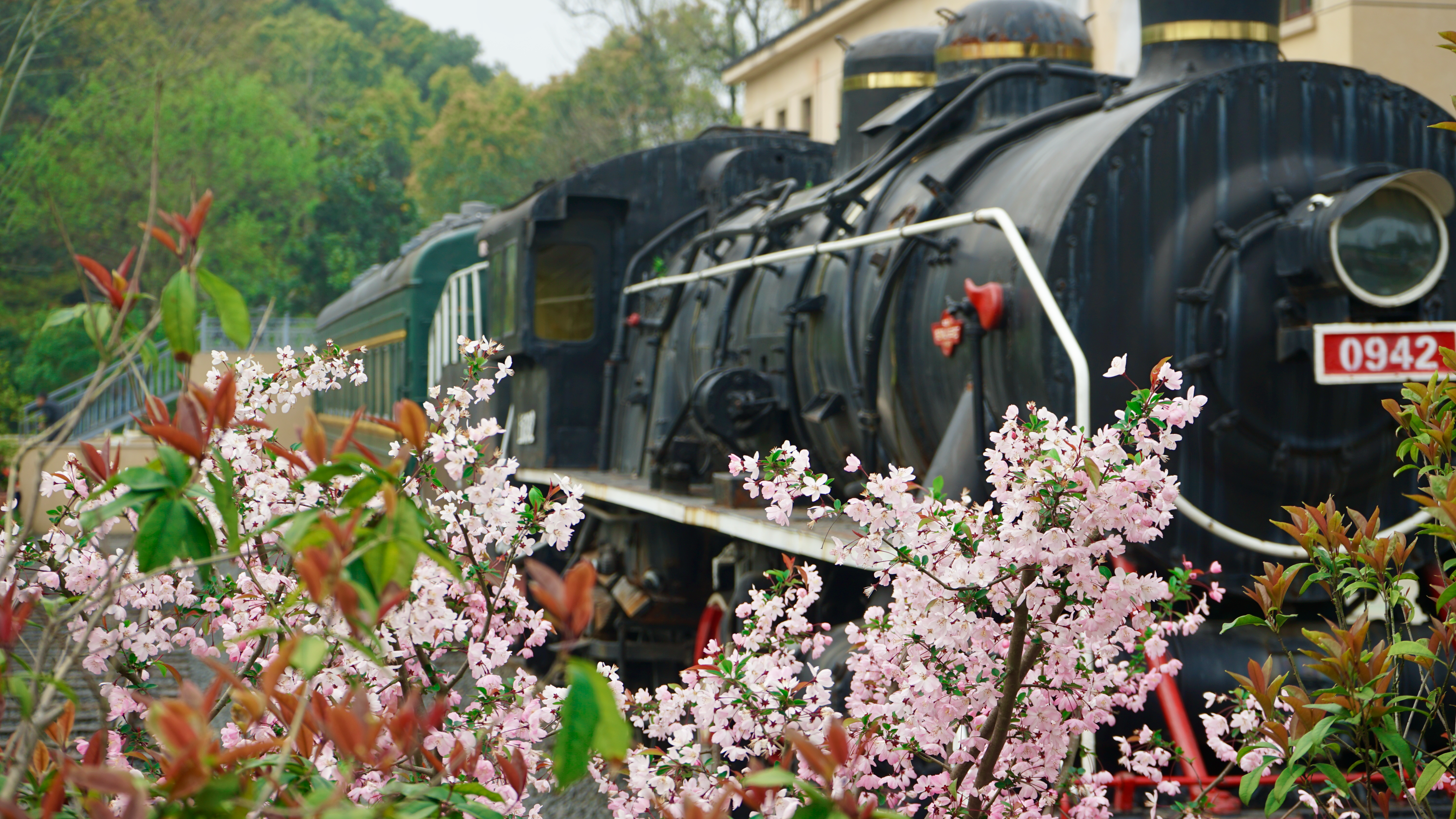
在西山公园内绿皮火车里的“自助书香驿站”。

海图还开设了一些“自助书香驿站”，截止2018年6月已建成5家。该馆在距今109年历史的海宁老硖石站旧址上、西山脚下，在一列老式绿皮火车内开设了一家“自助书香驿站”，车内采用民国风装饰，设图书2200余册。该驿站于2018年6月24日开放，在提供借阅服务的同时，也是对海宁县图书馆馆舍于1963年搬迁至西山麓，以及海宁老硖石站的一种“历史的回望”。
此外，嘉兴市图书馆及下属各县（市、区）级图书馆借书证于2006年6月3日起实行通借通还，实现“一卡通”。

## 馆务

### 馆务概况

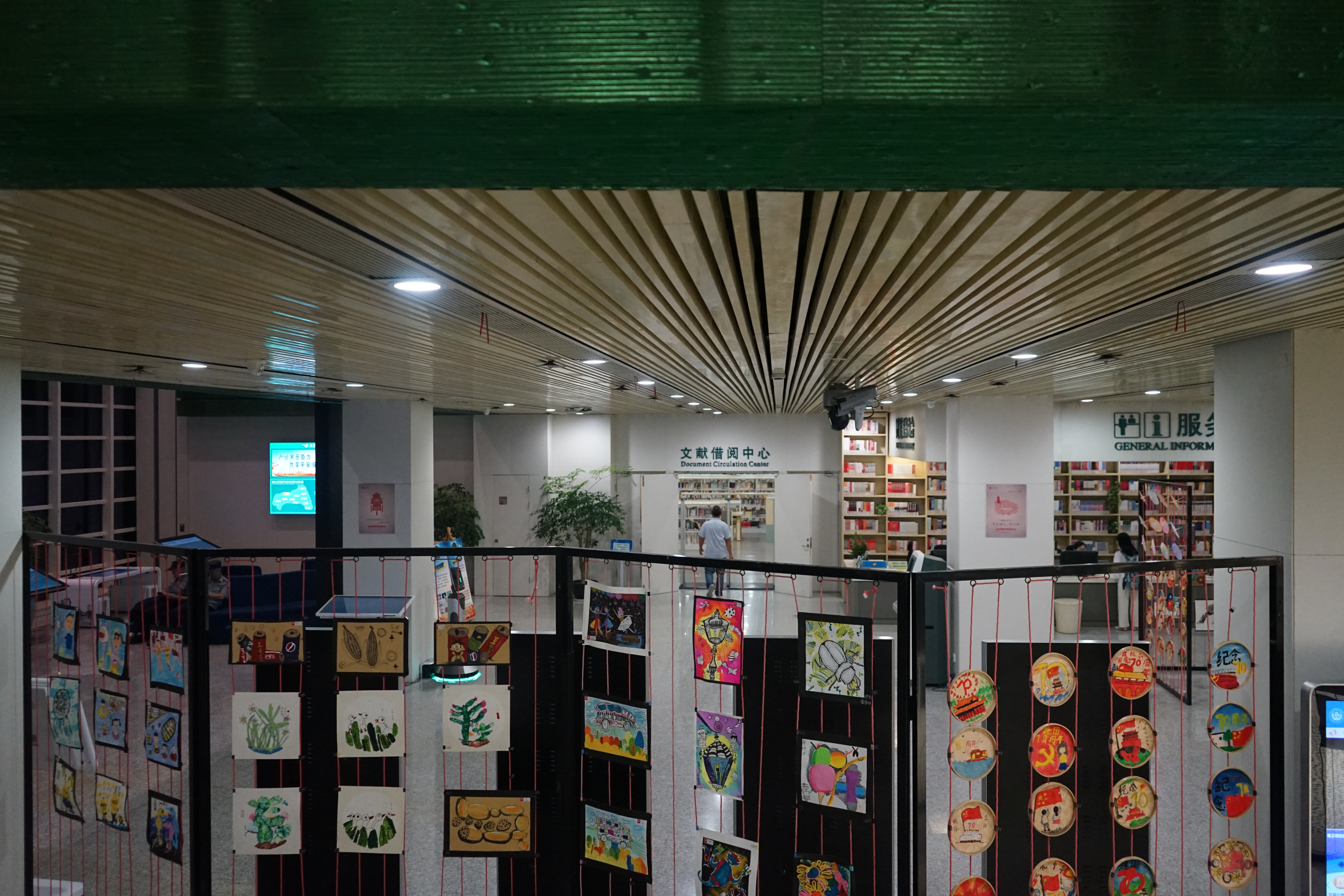
馆内一角，图上是文献借阅中心和服务台

截止2018年8月，海宁市图书馆馆藏总量达170万册，其中古籍2.7万余册。
2017年，海宁市图书馆共接待读者3,184,320人次，新增借书证26,882张。全年借阅量达4,930,618册次，按照海宁83.5万人口计算，每个海宁人一年借阅了5.9册次的图书。截止2018年8月，馆长为王丽霞。截止2016年，馆内有编制人员28人，全年收入16,766,874.91元，支出17,880,009元。
海宁市图书馆隶属于海宁市文体局，是后者的下属单位。海宁市图书馆理事会是该馆的决策与监督机构，2016届理事会由13位理事组成，该馆的重大人事、财务及发展规划、工作计划等事项都要通过理事会的研究来确定。海图的使命愿景是“奉行普遍均等、惠及全民的基本原则，向各类人群提供‘平等、免费、无障碍’的图书馆服务”。

### 借阅信息
成年人凭身份证等有效证件，未成年人凭户口簿或监护人的有效证件，在总馆服务总台或各分馆交纳100元押金（少儿读者证押金50元）后，即可办理海宁市图书馆读者证。成年人也可在自助办证机上自助办理。凭海宁市民卡无需押金即可开通借阅功能。读者证一年期满后需进行验证（不收费），可到总馆服务总台、各分馆、自助办证机处验证。读者证可同时借最多5本书，成人市民卡可同时借最多15本书，少儿市民卡可同时借最多10本书。可续借一次21天。若逾期未还书则加收逾期费，成人读者证或市民卡逾期费为0.1元/册·天，少儿则打一半折。

### 馆内活动
海宁市图书馆常年开展两大活动，即“潮阅读”和“星阅读”。前者服务于成年读者，倡导“时尚”的阅读方式；后者针对未成年读者开展，倡导“立体”的阅读方式。品牌活动下设20余项阅读推广服务。海图还打造以“紫微讲坛”为代表、以阅读公开课为辅助的“讲座链”，吸引社会参与，征集“阅读推广人”。在儿童教育中，图书馆与幼儿园、中小学校、社区街道、家庭等配合，设立“儿童阅读推广计划”，开展“快乐寻宝”、“小小纸世界”、“书，我要找到你”等针对幼童和未成年人举办的活动。

### 数字服务
线上服务上，图书馆的网页于2002年1月成功上传，开设至今。2006年6月3日，馆内开通“数字图书馆”，可在网上借阅嘉兴市图书馆收藏的数字图书，在各馆电子阅览室查阅数字期刊。馆内还设有“手机图书馆”服务。

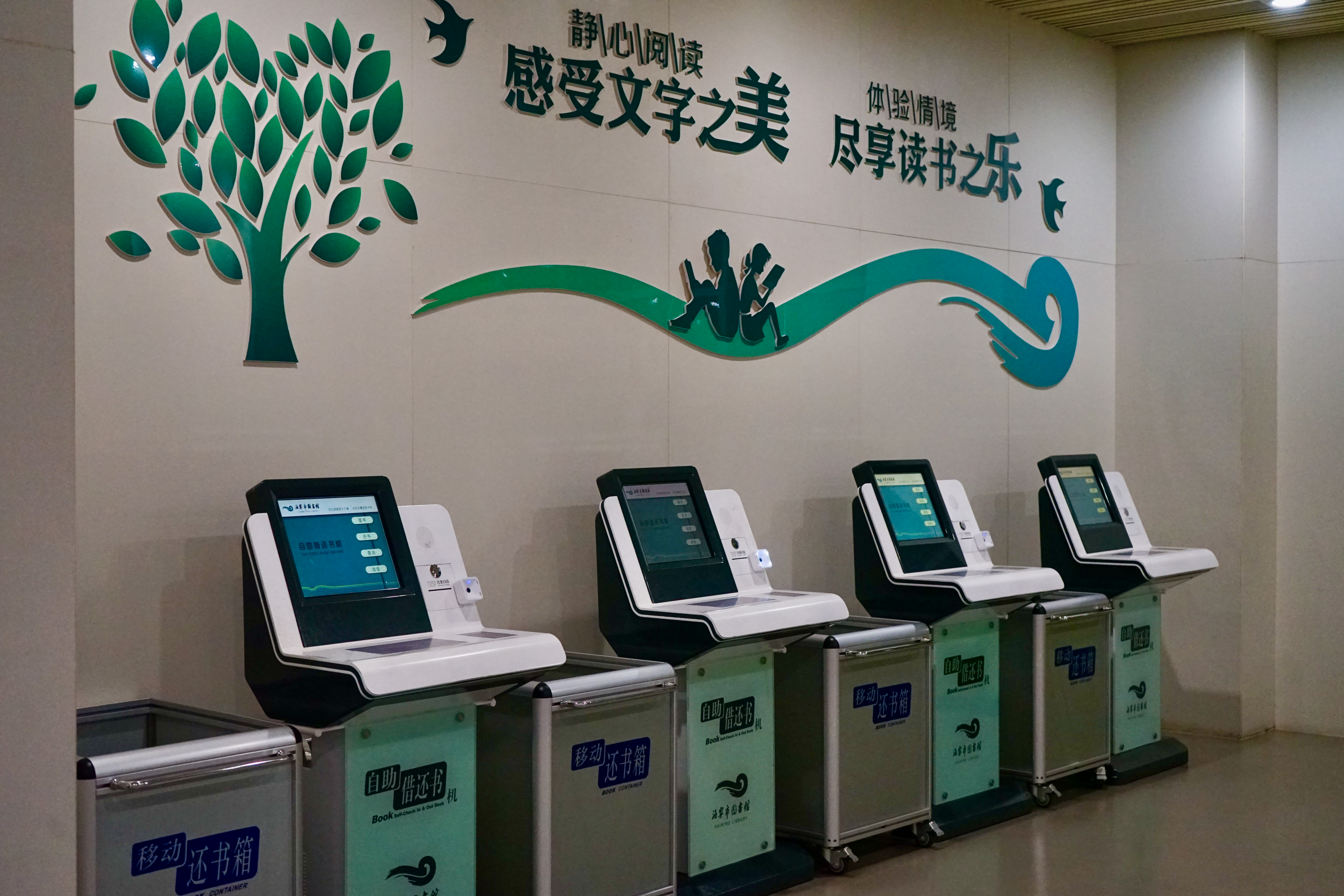
馆内的自助借还书机。

线下服务方面，2001年6月13日，海宁市图书馆电子阅览室正式对外开放，由市财政拨款31万元打造，配置电脑31台和附属设备一套，多媒体读物数百种。2007年10月15日，电子阅览室增设“数字资源免费查询区”，可查询中国期刊全文数据库、中国重要会议全文数据库等文化信息资源。2007年5月19日，海宁市残联赠送该馆一台一键式智能阅读机，内置盲文图书96册。在报刊借阅中心还有一台电子报刊阅读机。馆内设有自助借还机、24小时自助借还区、自助办证机、自助换证机等。馆内还有免费Wi-Fi，搜到Hilib-wifi无线信号后，输入读者证号和办证时的公民身份号码，或输入自己市民卡（需已激活借阅功能）的卡号及对应公民身份号码，认证后即可使用。
在活动的开展上，海图也多次试行数字化。如在2016年传统灯谜会的基础上，推出了“数字灯谜会”，读者可以在移动端、电脑端“随手猜”、“随时猜”，通过这种方式让传统文化焕发出新的生命力。未来，该馆将进一步对新媒体渠道进行拓宽，提供更多的阅读载体。馆务服务上，海宁市图书馆在1998年3月就开始筹备建立自动化系统。该系统的图书流通子系统于是年5月22日开始运作。